# Claudius Apollinaris
Claudius Apollinaris († um 175) war Bischof von Hieropolis in Phrygien und ein christlicher Apologet. Er wird in der römisch-katholischen und der griechisch-orthodoxen Kirche als Heiliger verehrt.
Claudius Apollinaris war möglicherweise der Vorgänger von Aberkios im Bischofsamt der phrygischen Stadt Hieropolis. Er wandte sich in seinen Schriften insbesondere gegen den Montanismus, der gerade in Phrygien zunehmende Verbreitung gewann und ließ auf einer Kirchenversammlung in Hieropolis im Jahr 170 oder 171 Montanus, den Begründer der Montanisten, exkommunizieren. Eine apologetische Schrift zur Verteidigung des Christentums richtete Claudius Apollinaris an Kaiser Mark Aurel. Darin nimmt er Bezug auf das Regenwunder im Quadenland während der Markomannenkriege, das er auf Gott zurückführt, während die Römer hierfür das Eingreifen ihrer eigenen Götter verantwortlich machen.
Unklar ist, in welcher Stadt Claudius Apollinaris starb. Im Florarium Sanctorum wird für den 1. Juni ein Begräbnis eines Apollinaris in Antiochia in Pisidien erwähnt, das Phrygien unmittelbar benachbart liegt, sodass es sich hierbei um den Bischof von Hieropolis handeln könnte. Der Gedenktag des hl. Claudius Apollinaris ist  in der griechisch-orthodoxen am  7. Februar und in der römisch-katholischen Kirche am 8. Januar.